# Mademoiselle Duclos
Marie-Anne Pâtissier, dite Mademoiselle Duclos, naît vers 1670, fille du comédien Augustin-Pierre Pâtissier, dit Châteauneuf ; elle débute à l'Opéra, où elle n'obtient qu'un succès médiocre. Elle étudie ensuite à la Comédie-Française, où elle paraît pour la première fois le 27 octobre 1693 dans le rôle de Justine dans Géta, tragédie en cinq actes de Nicolas de Péchantré. Elle est reçue sociétaire en 1694. À partir de 1696, elle succède à la Champmeslé dans les premiers rôles tragiques.
Elle épouse en 1725 le jeune acteur Duchemin fils, de trente-huit ans son cadet. Le couple se séparera cinq ans plus tard.
Elle quitte la scène en 1733, et meurt en 1748. Ses traits nous sont restitués par un portrait peint par Nicolas de Largillierre et interprété en gravure par Louis Desplaces, que l'actrice avait légué à un directeur de la Compagnie des Indes, Pierre Saintard.

## Rôles créés et/ou joués pour la Comédie-Française[3]
- Axiane dans Alexandre le Grand de Jean Racine en 1704[4]
- Esther dans Esther de Jean Racine en 1721 ;
- Hersilie dans Romulus de Houdar de La Motte en 1722
- Ines de Castro dans Ines de Castro de Houdar de La Motte en 1723
- Salomé dans Mariamne de Voltaire en 1724
- Mariamne dans Mariamne de l'abbé Nadal en 1725
- Jocaste dans Œdipe de Houdar de La Motte en 1726

## La Déclamation: Ode à Mademoiselle Duclos
Houdar de La Motte composa un poème pour l'actrice : La Déclamation : Ode à Mademoiselle Duclos, dont voici les trois strophes citées au bas du portrait de l'actrice représentée en Ariane dans la pièce de Thomas Corneille, gravé par Louis Desplaces en 1714, d'après N. de Largillière. (La peinture originale est au Musée Condé, à Chantilly ; la Comédie-Française en possède une réplique.)
Qui mieux que toi, Duclos, actrice inimitable,

De cet art connut les beautés ?

Qui sut donner un art plus véritable

À des mouvements imités ?

Ah ! que j'aime à te voir en Amante abusée,

Le visage noyé de pleurs,

Hors l'inflexible cœur du parjure Thésée

Toucher, emporter tous les cœurs.

De tous nos mouvements es-tu donc la maîtresse

Tiens-tu notre cœur dans ta main,

Tu feins le désespoir, la haine, la tendresse,

Et je sens tout ce que tu feins
— Houdar de La Motte.
Lors de la première de la pièce Ines de Castro de Houdar de La Motte, on rapporte que le parterre se mit à rire lorsque les enfants parurent sur scène, au cinquième acte. Indignée, Mlle Duclos, qui jouait Inès, interrompit son rôle et apostropha le public : « Ris donc, sot parterre, à l'endroit le plus touchant de la tragédie ! ». L'anecdote est reprise par Laporte et Clément.

## Critiques du jeu deMlleDuclos
Si les vers de Houdar de La Motte son particulièrement élogieux, son jeu ne faisait pas l'unanimité au début du XVIIIe siècle. Mlle Duclos était surtout connue pour sa déclamation ampoulée et chantante, style hérité de la Champmeslé, qui parut de plus en plus déplacée lorsque des acteurs comme Baron ou Adrienne Lecouvreur commencèrent à imposer une récitation plus naturelle. Dès 1730 le jeu de Mlle Duclos parait démodé comme en témoigne ce commentaire :

« Mlle D.C. disent nos anciens, fut dans son temps une actrice parfaite ; je le veux croire, mais on me permettra d'en juger au goût du nôtre, et d'examiner, non pas ce qu'elle a été dans sa jeunesse, mais ce qu'elle est aujourd'hui. J'avoue qu'elle apporte encore beaucoup de grâces et d'action sur le théâtre. Elle s'élève, s'irrite, s'enflamme, se plaint et gémit fort à propos. Mais elle pêche dans ce qu'il y a de principal. Elle ne produit point les mêmes effets dans les cœurs de ceux qui sont présents. C'est que son feu n'a pas de vraisemblance ; elle ne paraît plus sentir mais réciter avec emphase et avec des démonstrations nécessaires. En un mot, c'est l'art, la méthode et l'habitude, et non pas la nature qu'on voit agir en elle. »

— Jean Dumas d'Aigueberre, Seconde Lettre du souffleur de la comédie de Rouen, ou entretien sur les défauts de la déclamation (Paris 1730), p.20-21.
On trouve un portrait peu flatteur de l'actrice dans le livre III (1715) de Gil Blas de Lesage :

« Ne conviendrez-vous pas que l'actrice qui a joué le rôle de Didon est admirable ? N'a-t-elle pas représenté cette reine avec toute la noblesse et tout l'agrément convenables à l'idée que nous en avons ? Et n'avez-vous pas admiré avec quel art elle attache un spectateur, et lui fait sentir les mouvements de toutes les passions qu'elle exprime ? On peut dire qu'elle est consommée dans les raffinements de la déclamation. Je demeure d'accord, dit don Pompeyo, qu'elle sait émouvoir et toucher : jamais comédienne n'eut plus d'entrailles, et c'est une belle représentation. Mais ce n'est point une actrice sans défaut. Deux ou trois choses m'ont choqué dans son jeu. Veut-elle marquer de la surprise, elle roule les yeux d'une manière outrée ; ce qui sied mal à une princesse. Ajoutez à cela qu'en grossissant le son de sa voix, qui est naturellement doux, eue en corrompt la douceur, et forme un creux assez désagréable. D'ailleurs, il m'a semblé, dans plus d'un endroit de la pièce, qu'on pouvait la soupçonner de ne pas trop bien entendre ce qu'elle disait. J'aime mieux pourtant croire qu'elle était distraite, que de l'accuser de manquer d'intelligence. »

— Lesage, Gil Blas, Livre III, chapitre 6.

## Critiques de Voltaire
Voltaire se montre également très critique vis-à-vis de Mademoiselle Duclos. Il compose le poème suivant vers 1715 :
Belle Duclos,

Vous charmez toute la nature !

Belle Duclos,

Vous avez les dieux pour rivaux ;

Et Mars tenterait l'aventure

S'il ne craignait le dieu Mercure,

Belle Duclos
Voltaire mettra encore en scène la bêtise de l'actrice dans les Questions sur l'Encyclopédie dans la célèbre anecdote du « Credo » : « Je parie Mademoiselle que vous ne savez pas vôtre « Credo ». - Ah, ah, dit-elle, je ne connais pas mon « Credo » ! Je vais vous le réciter. « Pater Noster qui... » Aidez-moi, je ne me souviens plus du reste. »

## Télévision
- Dans la série Les Aventures du jeune Voltaire de 2021, elle est jouée par Constance Dollé[7].